# Oscar Adolf Wisting
Oscar Adolf Wisting (Larvik, 6 giugno 1871 – Oslo, 5 dicembre 1936) è stato un navigatore ed esploratore norvegese ed uno dei primi cinque uomini ad aver raggiunto il Polo Sud con la spedizione Amundsen.
Nel 1909 mentre lavorava come artigliere navale viene contattato da Roald Amundsen per far parte della sua prossima spedizione al Polo Nord. Ma Amundsen ha in mente altri progetti per l'equipaggio della Fram: vuole vincere la corsa al Polo contro la spedizione Terra Nova guidata da Robert Falcon Scott.
Il 14 dicembre 1911 Wisting, Amundsen, Helmer Hanssen, Olav Bjaaland e Sverre Hassel sono i primi cinque uomini a raggiungere il Polo Sud, Wisting ha l'onore di piantare la bandiera norvegese nel punto più meridionale della Terra.
Tra il 1918 ed il 1925 è ufficiale a bordo della Maud alla ricerca con Amundsen del passaggio a nord-est e, dal 1923 al 1925, è de facto capitano della nave, dato che Amundsen è impegnato nei preparativi per un volo sul Polo Nord.
Nel 1926 Wisting partecipa con Amundsen al volo del dirigibile Norge di Umberto Nobile diretto al Polo: l'aeronave raggiunge l'obiettivo il 12 maggio 1926. Tre persone hanno rivendicato il primato del Polo Nord prima dell'equipaggio del Norge: Frederick Cook (1908), Robert Peary (1909) e Richard E. Byrd (1926, pochi giorni prima del Norge), ma per tutti i casi vi sono dubbi di frode o di errori di navigazione. Wisting potrebbe dunque essere arrivato per primo anche al Polo Nord.
Wisting è invece sicuramente, con Amundsen, una delle prime persone ad aver raggiunto entrambi i poli terrestri.
Nel 1930 Wisting scrive un libro sulle sue esperienza di esploratore: 16 aar med Roald Amundsen (16 anni con Roald Amundsen, in norvegese).
Negli ultimi anni di vita Oscar Wisting è un attivo sostenitore del progetto di costruzione dell'attuale Museo Fram ad Oslo per conservare e mostrare al pubblico la nave polare Fram. Il 5 dicembre 1936, pochi giorni prima del 25º anniversario della spedizione al Polo Sud, Wisting è ritrovato nella sua vecchia cabina della Fram, morto per un attacco di cuore.